# 1741
Évszázadok: 17. század – 18. század – 19. század
Évtizedek: 1690-es évek – 1700-as évek – 1710-es évek – 1720-as évek – 1730-as évek – 1740-es évek – 1750-es évek – 1760-as évek – 1770-es évek – 1780-as évek – 1790-es évek
Évek: 1736 – 1737 – 1738 – 1739 –  1740 – 1741 – 1742 – 1743 – 1744 – 1745 – 1746

## Események

### Határozott dátumú események
- május 14.-október 20. – Országgyűlés Pozsonyban
- május 28. – Bajorország és Spanyolország megkötik a nymphenburgi szerződést a Habsburg-tartományok felosztására vonatkozóan.[1][2]
- június 22. – Az országgyűlés nádorrá választja Pálffy János grófot.[3]
- június 25. – Pozsonyban Magyarország királynőjévé koronázzák Mária Teréziát.[4]
- július 31. – Károly Albert bajor választófejedelem csapatai elfoglalják Passaut.[4]

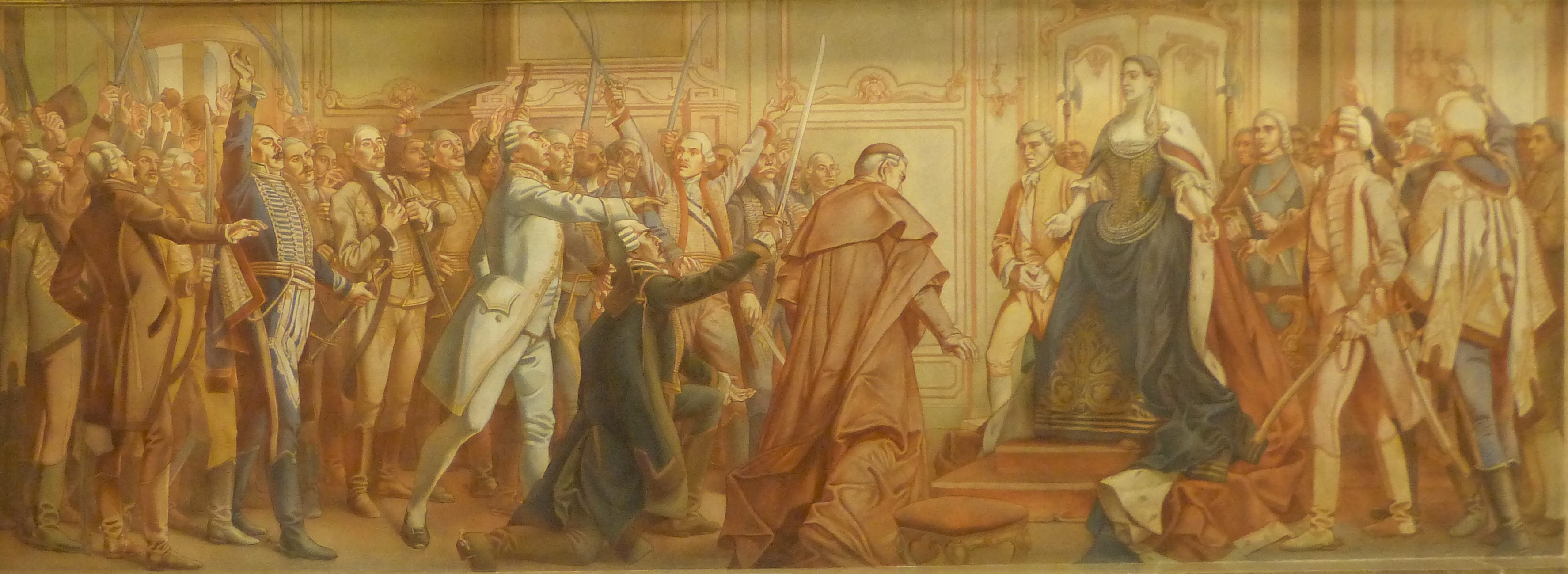
Mária Terézia a pozsonyi országgyűlésen

- szeptember 11. – A magyar rendek felajánják segítségüket Mária Terézia trónjának megvédéséhez.[5]
- szeptember 21. – Pozsonyban magyar királyként Mária Terézia férje, Lotaringiai Ferenc István esküt tett a magyar rendek előtt.[6]
- október 29. – A királynő szentesíti az országgyűlésen hozott törvényeket, és a magyaroknak kedvező intézkedésekre tesz ígéretet.
- december 6. (Julián naptár szerint november 25.) – Államcsínnyel Erzsébet (Nagy Péter és I. Katalin lánya) szerzi meg a cári trónt.[7]

### Határozatlan dátumú események
- Az osztrák örökösödési háborúban Mária Terézia ellen lépnek fel a franciák, a poroszok, a bajorok és a szászok is.[8]

## Születések
- március 13. – II. József, felvilágosult uralkodó, cseh, magyar és német király, német-római császár († 1790)
- június 4. – Rájnis József, bölcseleti és teológiai doktor, tanár, műfordító († 1812)
- augusztus 23. – Jean-François de La Pérouse, francia tengerésztiszt és felfedező († 1788?)
- október 4. – Franciszek Karpiński lengyel költő († 1825)
- október 30. – Angelika Kauffmann, svájci-osztrák klasszicista festőnő († 1807)
- november 10. – Fekete János, császári-királyi kamarás és vezérőrnagy, műfordító, költő († 1803)
- november 15. – Johann Kaspar Lavater, svájci író, költő, teológus, filozófus († 1801)
- december 6. – Ürményi József, több vármegye főispánja, országbíró († 1825)

## Halálozások
- február 13. – Johann Joseph Fux, osztrák zeneszerző, zeneteoretikus, karmester és orgonista (* 1660)
- február 15. – Georg Raphael Donner, osztrák barokk szobrász (* 1693)
- március 19. – Jánosi Miklós, jezsuita szerzetes, tanár, író, hitszónok (* 1700)
- július 28. – Antonio Vivaldi, olasz zeneszerző (* 1678)
- szeptember 9. – Pauline Félicité de Mailly-Nesle, XV. Lajos francia király egyik hivatalos szeretője (* 1712)
- november 24. – Ulrika Eleonóra, svéd királynő (* 1688)
- december 19. – Vitus Bering, dán származású tengerész, az orosz haditengerészet kapitány-parancsnoka (* 1681)